# Clarksburg (Virginia Occidental)
Clarksburg es una ciudad ubicada en el condado de Harrison en el estado estadounidense de Virginia Occidental. En el Censo de 2010 tenía una población de 16578 habitantes y una densidad poblacional de 656,69 personas por km².

## Geografía
Clarksburg se encuentra ubicada en las coordenadas 39°16′13″N 80°21′42″O / 39.27028, -80.36167. Según la Oficina del Censo de los Estados Unidos, Clarksburg tiene una superficie total de 25.24 km², de la cual 25.24 km² corresponden a tierra firme y (0.02%) 0.01 km² es agua.

## Demografía
Según el censo de 2010, había 16578 personas residiendo en Clarksburg. La densidad de población era de 656,69 hab./km². De los 16578 habitantes, Clarksburg estaba compuesto por el 92.88% blancos, el 3.9% eran afroamericanos, el 0.24% eran amerindios, el 0.27% eran asiáticos, el 0.02% eran isleños del Pacífico, el 0.31% eran de otras razas y el 2.38% pertenecían a dos o más razas. Del total de la población el 1.62% eran hispanos o latinos de cualquier raza.